# أندريه جونسون
العميد أندريه جونسون (30 نوفمبر 1931–1996) هو ضابط عسكري سيراليوني،شغل نصب الحاكم العام لسيراليون من 28 مارس 1967 حتى 18 أبريل 1968،وذلك عندما انقلب على هنري جوسياه لايتفوت بوسطون،واستمر في المنصب حتى تأسست جمهورية سيراليون في 18 أبريل 1968.